# 土岐善將
土岐善將（とき よしまさ、1962年 - ）は、東京都出身の映画監督。

## 監督作品

### 映画
- 「天国は待ってくれる」（2007年2月10日）
- 「Lost Harmony」（2011年12月3日）

### テレビ
- 「ATHENA -アテナ-」（1998年）

## 助監督参加作品
- 「きつね」（1983年／仲倉重郎監督）
- 「迷走地図」（1983年／野村芳太郎監督）
- 「マリリンに逢いたい」（1988年／すずきじゅんいち監督）
- 「彼女が水着にきがえたら」（1989年／馬場康夫監督）
- 「水の旅人 -侍KIDS-」（1993年／大林宣彦監督）
- 「河童」（1994年／石井竜也監督）
- 「生きたい」（1999年／新藤兼人監督）
- 「ナビィの恋」（1999年／中江裕司監督）
- 「川の流れのように」（2000年／秋元康監督）